# PBB TE
Il PBB-TE (acronimo inglese di Provider Backbone Bridges - Traffic Engineering) è una tecnologia di trasporto basata su Ethernet per reti geografiche di telecomunicazione dati e telefonia a commutazione di pacchetto. L'obiettivo di questa tecnologia è apportare una serie di estensioni e di miglioramenti della tecnologia Ethernet tradizionale in modo da ottenere funzionalità di trasporto, monitoraggio e protezione di rete secondo le caratteristiche delle reti di telefonia tradizionali (trasporto di tipo Carrier Class).

## Principio di funzionamento
Il PBB-TE prevede di utilizzare un trasporto di tipo Ethernet all'interno della rete, aggiungendo al pacchetto trasportato delle informazioni VLAN di servizio utilizzate per la distribuzione del traffico in modalità punto-punto mediante la preconfigurazione manuale delle relazioni ingresso-uscita sui nodi di rete abilitati a questa tecnologia, disabilitando al contempo la funzione di apprendimento degli indirizzi MAC e scartando gli indirizzi MAC sconosciuti. In questo modo, viene realizzata una connettività di tipo punto-punto di tipo deterministico e prefissato con caratteristiche orientate alla connessione (connection oriented).
Il circuito bidirezionale risultante che collega due nodi terminali di una rete di tipo PBB-TE viene denominato tunnel di backbone.
Il PBB-TE inoltre è concepito in modo da poter supportare anche meccanismi di configurazione, controllo e creazione dei circuiti anche tramite protocolli di segnalazione gestiti direttamente dai nodi di rete (control plane), secondo lo schema del Generalized MPLS.
Il PBB-TE supporterà inoltre in prospettiva anche circuiti di tipo punto-multipunto.

## Caratteristiche principali
La tecnologia PBB-TE possiede le caratteristiche principali richieste a circuiti di tipo Carrier Class, ovvero:
- Ingegneria del traffico
- Ridondanza e protezione di rete con tempi di commutazione rapidi
- Trasporto sicuro e deterministico
- Scalabilità del numero di servizi gestiti
- Scalabilità del numero di indirizzi MAC gestiti
- Semplicità nelle operazioni di gestione

## Tecnologia
Il tipo di rete realizzato mediante PBB-TE è secondo la nomenclatura comune CO-PS, ovvero a commutazione di pacchetto ed orientato alla connessione.
La struttura della trama di trasporto (data plane) è quella definita dal PBB, che prevede un incapsulamento MAC-in-MAC della trama Ethernet del cliente.
Il pacchetto PBB-TE tipico prevede una struttura composta dai campi seguenti:
1. gli indirizzi MAC di destinazione (B-DA) e di sorgente (B-SA) all'interno della rete PBB
2. un tag VLAN associato alla rete PBB (B-TAG, avente un identificativo detto B-VID)
3. un tag VLAN per la segregazione dei servizi all'interno della rete PBB (I-TAG, avente un identificativo detto I-SID)
4. l'eventuale tag VLAN del fornitore di servizio (S-TAG, avente un identificativo detto S-VID)
5. l'eventuale tag VLAN del cliente (C-TAG, avente un identificativo detto C-VID)
6. il contenuto informativo (dati) relativo al cliente.

È da notare come gli ultimi tre campi non siano altro che un pacchetto Ethernet tradizionale secondo la normativa IEEE 802.1ad.
I circuiti nello spazio delle B-VLAN sono chiamati ESP (Ethernet Switched Path, circuito Ethernet a commutazione) e sono univocamente identificati dalla terna (B-DA, B-SA, B-VID).

## Servizi
Sebbene non sia nell'obiettivo del progetto definire i servizi trasportabili su una rete realizzata tramite tecnologia PBB-TE, è bene notare quali siano i servizi possibili su una rete di questo tipo.
Secondo il modello di rete a strati, si possono identificare:
- un livello associato al fornitore di servizio (service provider layer) in grado di fornire connettività punto-punto, punto-multipunto e multipunto-multipunto, che agisce nello spazio delle S-VLAN;
- un livello associato al servizio di rete PBB (service provider backbone layer) in grado di fornire connettività punto-punto (e in evoluzione anche punto-multipunto), che agisce nello spazio degli I-TAG;
- un livello associato al trasporto (backbone tunnel layer) che agisce nello spazio delle B-VLAN e  in grado di fornire connettività punto-punto (e in evoluzione anche punto-multipunto nativo).

Questi livelli sono tra loro in una relazione di tipo client-server, ovvero:
- i servizi nello spazio delle S-VLAN vengono trasportati da servizi definiti nello spazio degli I-TAG
- i servizi nello spazio degli I-TAG vengono trasportati da tunnel definiti nello spazio delle B-VLAN.

Nell'ambito di questa struttura, si possono realizzare i seguenti servizi:
- Servizi di tipo punto-punto EVPL (secondo la nomenclatura ITU) o E-Line (secondo la nomenclatura MEF)
- Servizi di tipo multipunto-multipunto EVPLAN (ITU) o E-LAN (MEF). Nell'ambito di questi ultimi si possono ulteriormente identificare come caso particolare i servizi punto-multipunto (EVPTREE, ITU o E-Tree, MEF).

## Normativa
Il PBB-TE è definito a livello di normativa dal progetto 802.1Qay, nell'ambito del comitato IEEE 802.1, precisamente nel gruppo di lavoro dedicato all'interoperabilità tra reti. La data stimata per l'approvazione e la pubblicazione dello standard è giugno 2009.